# Vietnã (jogo eletrônico)
Vietnã (Napalm na Europa, NAM nos EUA), é um jogo criado pela TNT Team e distribuído pela GT Interactive em 31 de julho de 1998.

## História
Você é Alan "The Bear" Westmoreland, um fuzileiro naval. O problema começa em um ataque mortal no Viet Cong. A selva é seu campo de batalha, seu objetivo é sobreviver.

## Curiosidades
Apesar da semelhança com Duke Nukem 3D, o jogo ainda é jogado e de fácil pesquisa pelo YouTube.

## World War 2 GI
World War 2 GI (abreviado por WWII GI) realmente pode ser considerado como a continuação do NAM. Lançado no ano de 1999, também pela GT Interactive, com o mesmo motor de jogo e com novas armas. Mas mesmo assim, a continuação do jogo não gerou muito lucro; e o jogo foi recebido negativamente, desta vez pela IGN, dando a nota 3.2 (Terrível).

## Recepção
O jogo recebeu criticas negativas da Gamespot, recebendo a nota 4.0 (Poor - Pobre)